# 岡山外語学院
岡山外語学院（おかやまがいごがくいん）は、岡山県岡山市北区舟橋町にある日本語学校。英語表記は、Okayama Institute of Languages。
パーパスは「ともに生きる、ともに学ぶ Live Together, Learn Together」。

## 概要
1984年に片山義久、片山浩子により創設された中四国地方最大規模の日本語学校。日本語教育の歴史は30年を超え、外国人留学生の卒業生は4,000人以上。外国人生活者にも日本語教育を行っている。また、岡山県では数少ない日本語教師養成講座を開講している。世界各地50か所以上の留学センターや大学と連携している。

## 沿革
- 1984年 5月 - 設立　英語と各国語教育を日本人の子供～成人を対象に行う
- 1992年 6月 - （財）日本語教育振興協会の認定を受ける
- 1992年10月 - 就学生のための日本語科の運営を開始
- 1994年 4月 - 日本語教師養成講座 開講
- 1997年 7月 - ロシア・モスクワの東洋言語研究所（IPOL）と業務提携を締結、岡山外語学院モスクワ校を開校
- 1997年10月 - （株）岡山ランゲージセンターを設立　外国語教育部門を移行
- 2006年 4月 - 中国上海市に英豪教育亜風日本語教育専修班を開校
- 2011年 8月 - 岡山市北区舟橋町に移転
- 2011年12月 - 岡山県より学校法人アジアの風「岡山外語学院」の設立認可
- 2012年 4月 - 学校法人アジアの風「岡山外語学院」開始
- 2015年12月 - 同窓会中国支部立ち上げ
- 2017年 3月 - 25周年記念式典
- 2017年 9月 - 同窓会韓国支部立ち上げ
- 2019年 3月 - 同窓会ベトナム支部立ち上げ
- 2020年 4月 - オンライン教育を開始
- 2022年 5月 - 岡山大学との連携。
- 2022年 8月 - 30周年記念式典、パーパス「共に生きる、共に学ぶ Live Together, Learn Together」を制定。
- 2022年 9月 - 学習アプリLearnToWork開発・販売

## 主な事業内容
- 留学生・生活者・就労者の日本語教育
- 日本語教師養成講座
- 翻訳・通訳
- 日本語教育・介護福祉士国家試験対策アプリLearnToWorkの販売

### 所在地
- 岡山県岡山市北区舟橋町2番地10号にある。

## 公式サイト
- 岡山外語学院